# Akcióhősök
Az Akcióhősök 2018-tól futó websorozat, amely a Media Markt megbízásából készült. Magyarországon ez az első shopping comedy sorozat. Az első évad 15, egyenként 2-4 perces epizódból áll, rendezője Spáh Dávid, forgatókönyvírója Kovács M. András, hat főszereplője Csiby Gergely, Herrer Sára, Szurdi Panna, Simon Zoltán, Friedenthál Zoltán és Kricsár Kamill. További szereplői  Törköly Levente és Fehérváry Márton. A sorozat 2018. szeptember 4-én, az első három résszel indult a Media Markt weboldalán.

## Ismertető
A történet egyik főhőse Tomi, egy életvidám, nyitott fiatalember, aki mondhatni zöldfülűként lépett be a MediaMarkt csapatába. Az életet könnyedén veszi, nem kis problémát okozva ezzel a betanítására felkért Katának. A lány bosszúsága napok múltával elillan, felszabadítóan hat rá a szertelen srác jelenléte, aki időről időre furcsa, néha bizarr helyzetekbe keveredik.

## Szereplők
| Színész            | Karakter      |
| ------------------ | ------------- |
| Csiby Gergely      | Tomi          |
| Herrer Sára        | Lili          |
| Szurdi Panna       | Kata          |
| Simon Zoltán       | Krisz         |
| Friedenthál Zoltán | Fura vásárló  |
| Kricsár Kamill     | Zozóbá        |
| Törköly Levente    | Krisz faterja |
| Fehérváry Márton   | Boltvezető    |

## Évadok

### 1. évad
| #   | #   | Eredeti cím   | Rendező    | Író              | Premier              |
| --- | --- | ------------- | ---------- | ---------------- | -------------------- |
| 1.  | 1.  | Első nap      | Spáh Dávid | Kovács M. András | 2018. szeptember 4.  |
| 2.  | 2.  | Kisgömböc     | Spáh Dávid | Kovács M. András | 2018. szeptember 4.  |
| 3.  | 3.  | Megcsal?      | Spáh Dávid | Kovács M. András | 2018. szeptember 4.  |
| 4.  | 4.  | Randi         | Spáh Dávid | Kovács M. András | 2018. szeptember 6.  |
| 5.  | 5.  | Mozi, 1. rész | Spáh Dávid | Kovács M. András | 2018. szeptember 6.  |
| 6.  | 6.  | Mozi, 2. rész | Spáh Dávid | Kovács M. András | 2018. szeptember 11. |
| 7.  | 7.  | Krisz faterja | Spáh Dávid | Kovács M. András | 2018. szeptember 13. |
| 8.  | 8.  | Slamasztika   | Spáh Dávid | Kovács M. András | 2018. szeptember 18. |
| 9.  | 9.  | Szövetség     | Spáh Dávid | Kovács M. András | 2018. szeptember 20. |
| 10. | 10. | A balhé       | Spáh Dávid | Kovács M. András | 2018. szeptember 25. |
| 11. | 11. | Béke          | Spáh Dávid | Kovács M. András | 2018. szeptember 27. |
| 12. | 12. | A szülinap    | Spáh Dávid | Kovács M. András | 2018. október 2.     |
| 13. | 13. | Vége          | Spáh Dávid | Kovács M. András | 2018. október 4.     |
| 14. | 14. | Újrakezdés    | Spáh Dávid | Kovács M. András | 2018. október 9.     |
| 15. | 15. | Az akciós nap | Spáh Dávid | Kovács M. András | 2018. október 11.    |